# Schloss Montigny-le-Gannelon

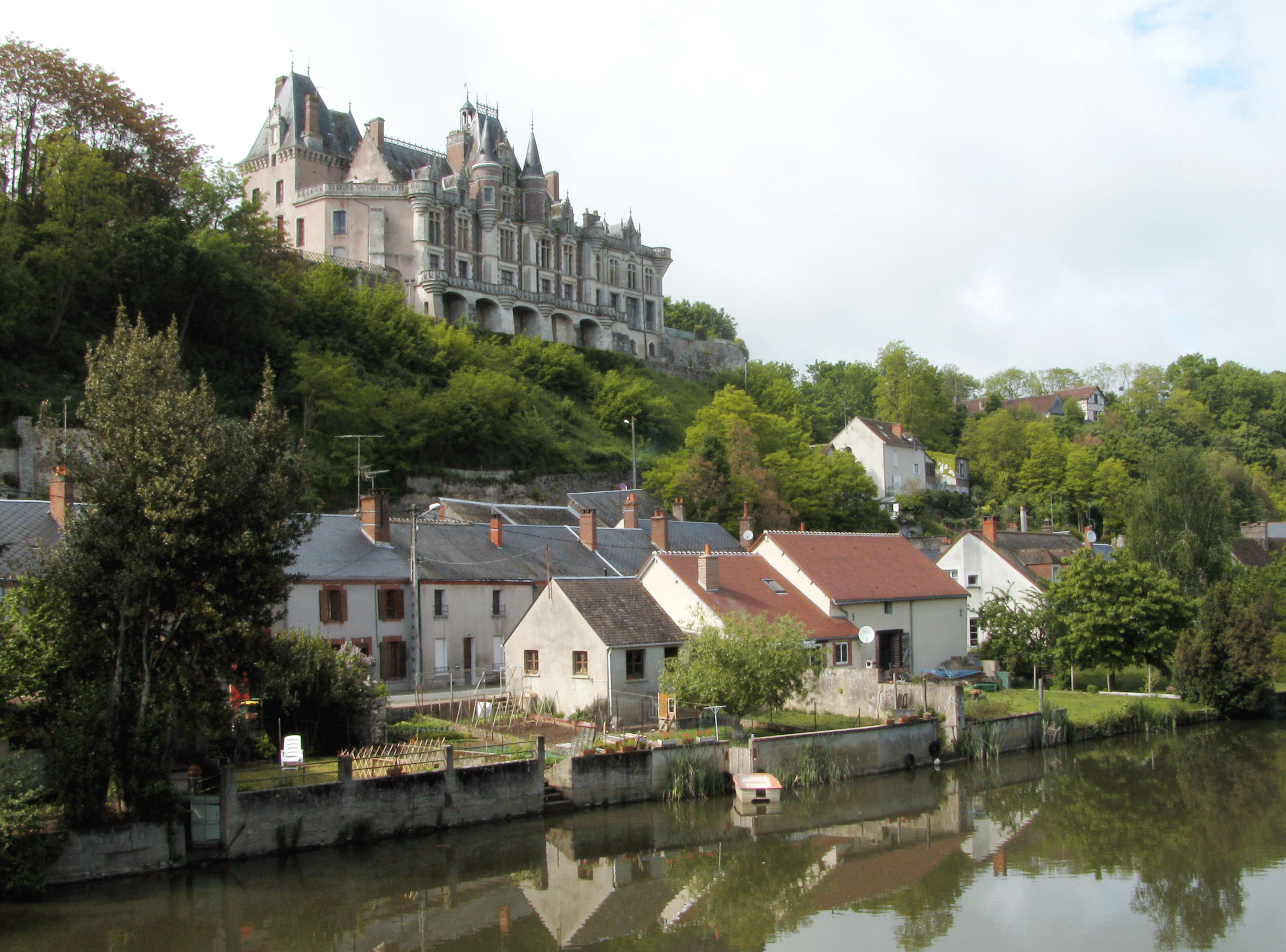
Das Schloss hoch über dem Loir

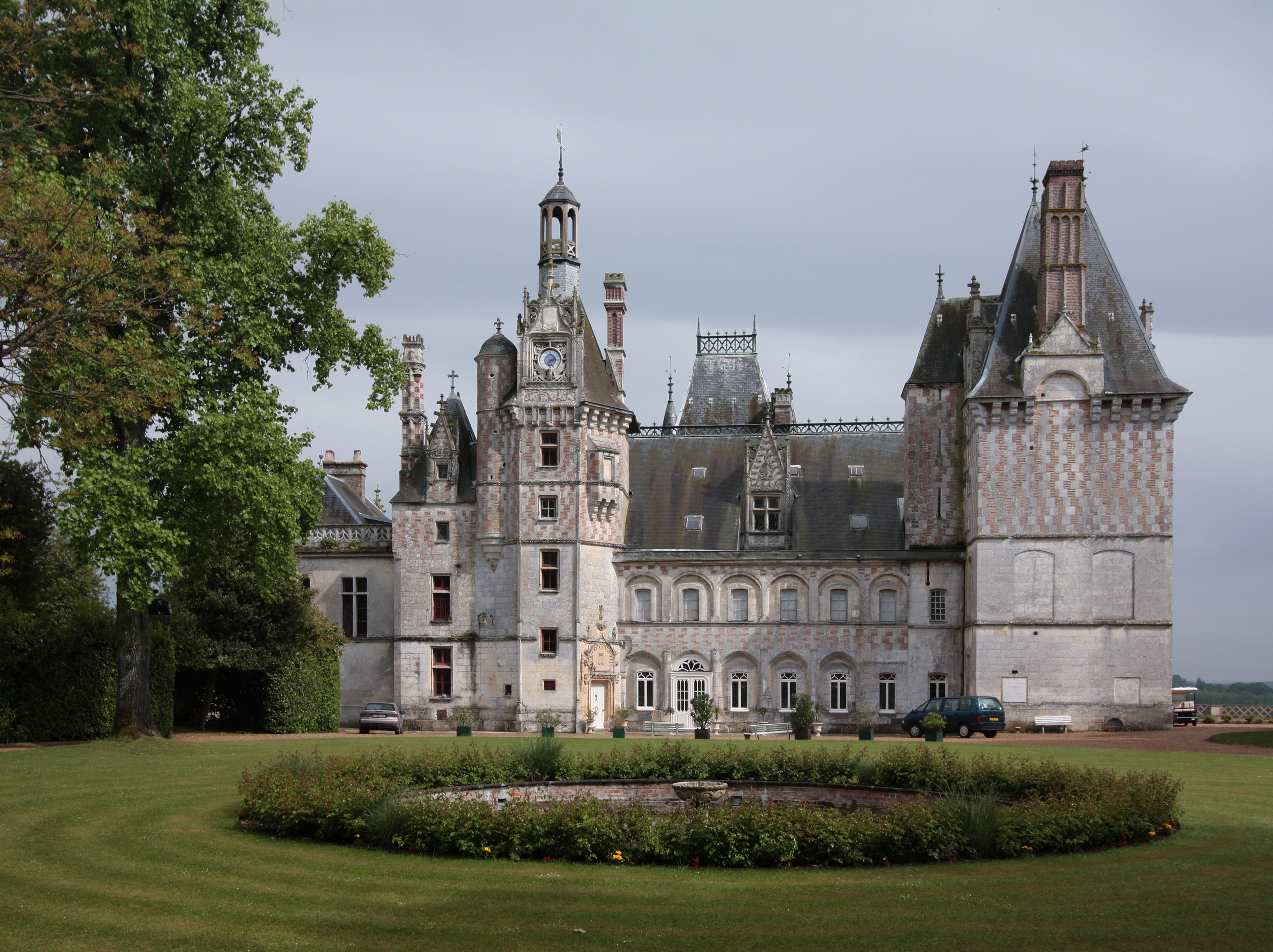
Parkfront des Schlosses

Das Schloss Montigny-le-Gannelon befindet sich in der Gemeinde Montigny-le-Gannelon im Département Eure-et-Loir der Region Centre-Val de Loire in Frankreich. Es blickt von hoch oben auf den Loir herab.
Montigny-le-Gannelon war schon im 12. Jahrhundert ein befestigtes Städtchen, dessen Festung jedoch während des Hundertjährigen Krieges vollständig abgetragen wurde. Der Wiederaufbau des Schlosses begann 1495 und erfolgte der Zeit entsprechend im Stil der Renaissance.
Auf der Parkseite zeigt die 1831 restaurierte Fassade noch heute den ursprünglich verwendeten Verbund von Haustein und Ziegel. Auf der Westseite wurde ein quadratischer Donjon angefügt, dem auf der anderen Seite ein achteckiger Treppenturm als Pendant gegenübersteht. 
Die auf den Fluss blickende Fassade des Gebäudes wurde im Zuge der Restaurierung im 19. Jahrhundert neugotisch umgestaltet.
Das Innere des Bauwerkes entspricht noch heute dem des Wiederaufbaus Ende des 15. Jahrhunderts. Das Schloss besitzt eine reiche Ausstattung und ist nach wie vor bewohnt. Der umgebende Park trägt zu seinem äußerst gepflegten Erscheinungsbild bei.